# Okres Martonvásár
Okres Martonvásár se nachází v župě Fejer a sídlem okresu je město Martonvásár. Rozloha okresu je 277,13 km². Okres se rozkládá zhruba 30 km jihozápadním směrem od Budapešti a procházejí jím dálnice M6 a M7. Při jihovýchodním okraji okresu protéká řeka Dunaj. Obyvatelstvo okresu se zabývá převážně zemědělstvím – (ovoce, zelenina, pšenice, kukuřice) a chovem dobytka.
V okrese jsou dvě města (Martonvásár, Ercsi) a 6 obcí:
- Martonvásár – 5 811
- Ercsi – 7 999
- Baracska - 2 766
- Gyúró – 1 254
- Kajászó – 1 055
- Ráckeresztúr – 3 311
- Tordas – 2 123
- Vál – 2 521

V lednu 2012 byl celkový počet obyvatel 26840.